# Ministère de l'Équipement et des Transports
Pour le ministère marocain auparavant nommé ministère de l'Équipement et du Transport, voir Ministère du Transport et de la Logistique.
Le Ministère de l'Équipement et des Transports (MET) était un des deux ministères de la Région wallonne. Le 1er août 2008, il a fusionné avec le Ministère de la Région wallonne pour former le Service public de Wallonie.
La structure interne du Ministère de l'Équipement et des Transports était la suivante :
- Secrétariat général (SG) ;
- Direction générale des autoroutes et des routes (DG1) ;
- Direction générale des voies hydrauliques (DG2) ;
- Direction générale des transports (DG3) ;
- Direction générale des services techniques (DG4).